# Hemistola minutata
Hemistola minutata är en fjärilsart som beskrevs av Sterneck 1927. Hemistola minutata ingår i släktet Hemistola och familjen mätare. Inga underarter finns listade i Catalogue of Life.